# Groupe d’exploitation d’Hénin-Liétard
Das Verbundbergwerk Hénin-Liétard (fr: Groupe d'exploitation d'Hénin-Liétard) entstand 1946 am Ende des Zweiten Weltkriegs im Rahmen der Verstaatlichung der französischen Steinkohlenindustrie durch die Houlliers Bassin Nord – Pas-de-Calais (HBNPC) aus den Bergwerken von Dourges, Courrières und Drocout. Dabei kam es zu einigen Neuzuschnitten zwischen diesem Verbundbergwerk und demjenigen von Oignies.

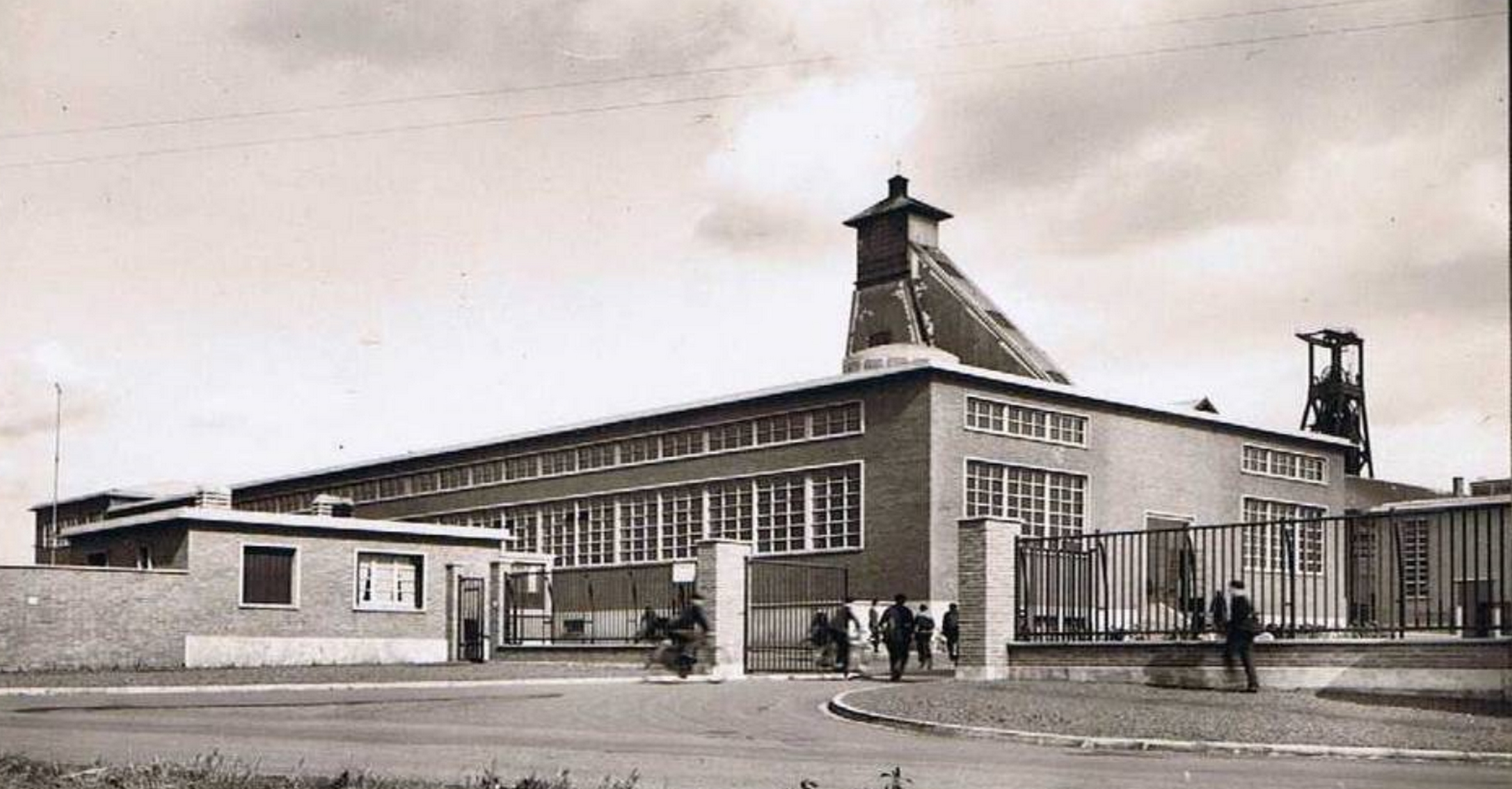
Eingangsbereich „Courriéres 9/17“; modernes Gerüst im Hintergrund rechts

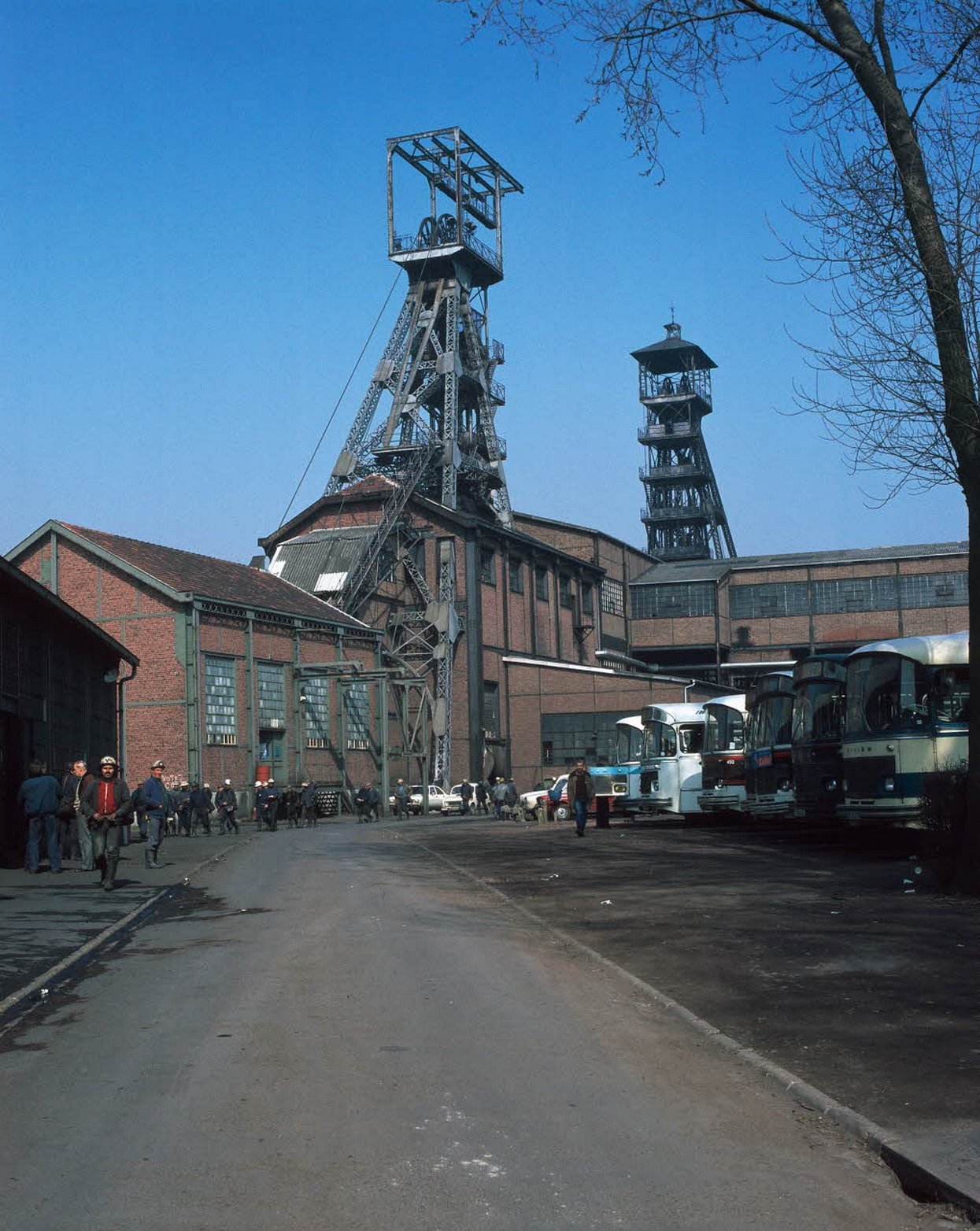
Courriéres 24/25

## Die Ausgangssituation
Zu Beginn des Jahres 1946 umfasste das Bergwerk folgende Schachtanlagen::
| Schacht                              | Gemeinde            | Nutzungszeitraum | Abriss           |
| Bergwerk Dourges                     | Bergwerk Dourges    | Bergwerk Dourges | Bergwerk Dourges |
| ------------------------------------ | ------------------- | ---------------- | ---------------- |
| 2/2bis „St Henriette“                | Hénin-Liétard       | 1864–1970        | 1984             |
| 3/3bis „Mulot“                       | Hénin-Liétard       | 1858–1955        | 1983             |
| 4/4bis „Oissel“                      | Noyelles-Godault    | 1867–1970        | 1971             |
| 6 „du Tonkin“                        | Hénin-Liétard       | 1885–1937        | 1954             |
| 6bis „Darcy“                         | Hénin-Liétard       | 1906–1977        | unbekannt        |
| 7/7bis „du Dahomey“                  | Montigny-en-Gohelle | 1894–1948        | 1955             |
| Bergwerk Courrières                  |                     |                  |                  |
| 2 „Auguste Lavaurs“                  | Billy-Montigny      | 1854–1947        | 1947             |
| 3/15 „Charles Boca“                  | Méricourt           | 1858–1983        | 1988             |
| 4/11 „Sainte-Barbe“                  | Sallaumines         | 1865–1954        | 1962             |
| 5/12 „Constant Mathieu“              | Sallaumines         | 1873–1988        | 1990             |
| 6/14 „Alfred Dupont“                 | Fouquières-les-Lens | 1875–1988        | 1988             |
| 8/16 „Gabriel Portier“               | Courriéres          | 1889–1974        | 1977             |
| 9/17 „Louis Piérard“                 | Harnes              | 1891–1968        | 1974             |
| 10/20 „Schneider-Landrieu“           | Billy-Montigny      | 1895–1953        | 1956             |
| 13/18 „Charles Derome“               | Sallaumines         | 1901–1957        | 1960             |
| 21/22 „Hector Coppin“                | Harnes              | 1911–1977        | 1980             |
| 23 „Charles Thellier de Poncheville“ | Noyelles-sous-Lens  | 1926–1967        | 1969             |
| 24/25                                | Estevelles          | 1931–1990        | 1993             |
| Bergwerk Drocourt                    |                     |                  |                  |
| 1 „La Parisienne“                    | Drocourt            | 1879–1947        | 1952             |
| 2 „Nouméa“                           | Rouvroy             | 1891–1971        | 1982             |
| 3 „du Congo“                         | Hénin-Liétard       | 1895–1958        | 1958             |
| 4/5 „du Maroc“                       | Méricourt           | 1909–1988        | 1990             |
| 6/7                                  | Beaumont en Artois  | 1929–1968        | 1968             |

Auf dieser Basis ergaben sich für das Jahr 1948 folgende Daten: Das Verbundbergwerk Hénin-Liétard umfasste 21 Förderschächte, 4 Zentralwäschen, 3 Kokereien und 4 Elektrokraftwerke. Die Tageskapazität an Kohle betrug 20.266 t, die Jahresproduktion belief sich auf 5,2 Mio. t und die Belegschaft umfasste 39.451 Mitarbeitende.

## Erweiterungen und Modernisierungen
Während es sich bei den Schachtanlagen in der Tabelle um die Übernahme bereits bestehender Schächte handelte, errichtete die HBNPC folgende Anlagen neu bzw. modernisierte bestehende Anlagen:
- 1946 Elektrokraftwerk Harnes mit 60 MW (bis 1985)[6]
- 1956 Zentralwäsche in Fouquiéres-les-Lens (bis 1988)[7]
- 1956 und 1972 Modernisierungen und Erweiterungen der Kokerei Drocout (bis 2003)[8]
- 1960 Elektrokraftwerk mit 250 MW in Courriéres (bis 1992)[9]

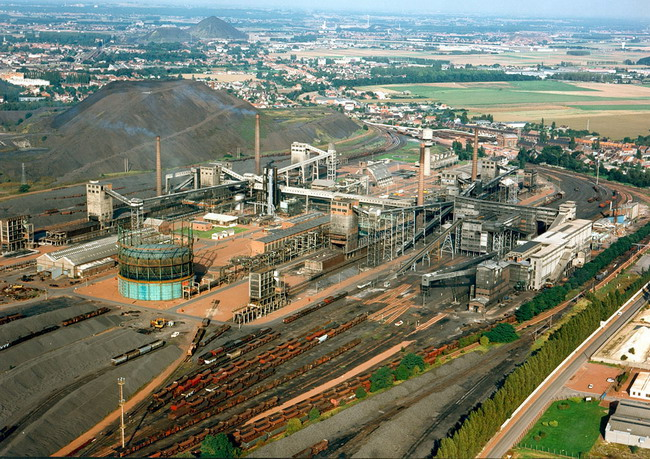
Kokerei Drocourt – Luftbild von 1991

Darüber hinaus erfuhren drei der in der Tabelle aufgelisteten Schachtanlagen unter der Verwaltung durch die HBNPC eine umfassende Modernisierung:
- Courriéres 3/15: 1963 konzentrierte die HBNPC auf dieser Doppelschachtanlage die Förderung der Fettkohle und 1971 ersetzte sie die Fördereinrichtungen von Schacht 15 durch das Fördergerüst und die Fördermaschine von „Lens-Liévin 6“.[10]
- Courriéres 9/17: 1952 wurde über Schacht 17 ein modernes Vollwandstrebengerüst mit nebeneinanderliegenden Seilscheiben errichtet, die Schachthalle neu erbaut und eine neue Ventilation zur Bewetterung installiert.
- Drocourt 4/5: 1954 erfolgte die Modernisierung der Anlage „Drocourt 4/5“ durch die Errichtung eines modernen Fördergerüstes mit übereinander angeordneten Seilscheiben und einer Leistung von 3500 PS

## Zwischenzeit 1946 bis 1968
Im Jahr 1951 erzielten 30.304 Beschäftigte des Verbundbergwerkes folgende Produktionsergebnisse
- 1.148.498 MWh Elektrizität
- 6.000 t Ammoniak
- 343.360.000 m³ Kokereigas
- 31.180 t Teer
- 6.300 t Benzol
- 14.150 t Ammoniumsalze
- 791.000 t Koks
- 5.360.000 t Steinkohle

## Die Fusion mitOignies
Am 1. Januar 1968 fusionierte das Bergwerk von Hénin-Liétard mit demjenigen von Oignies zur Gruppe Zentrum-West (fr: Groupe Centre-Ouest). Zu diesem Zeitpunkt förderten 23.000 Beschäftigte ca. 7 Mio. t Steinkohle und produzierten 1,7 Mio. t Koks.